# SOS反应

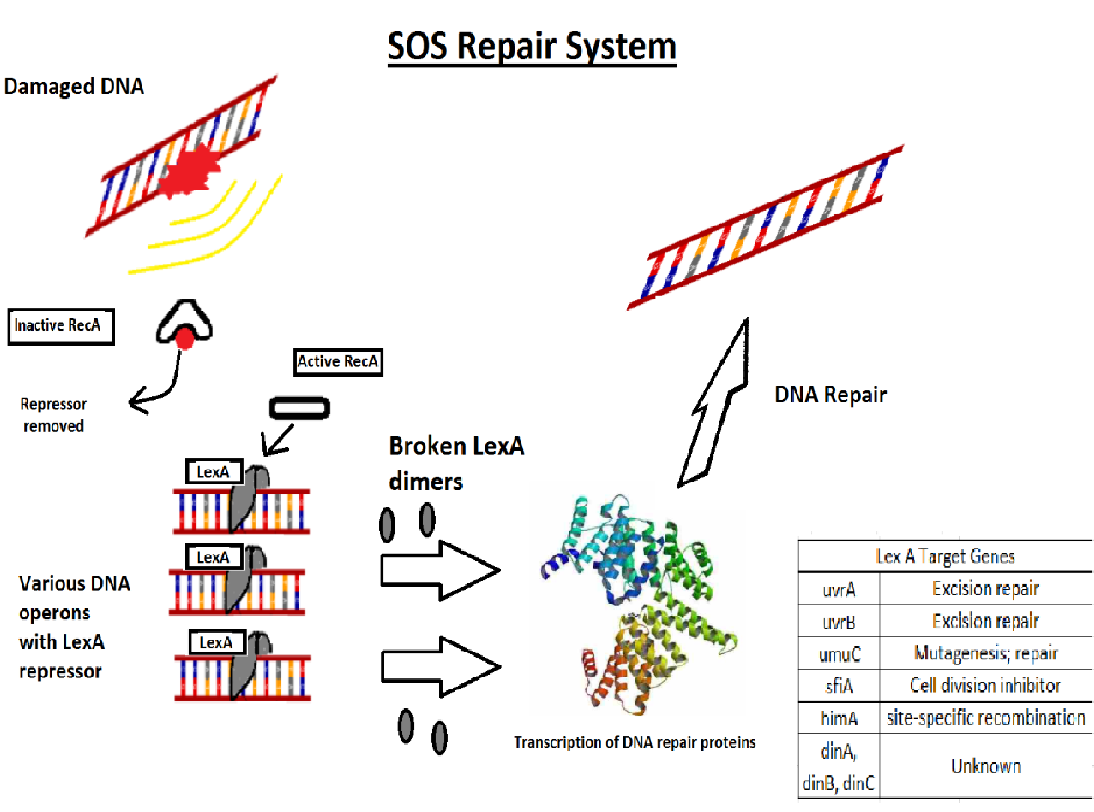
E. coli SOS System: DNA can be damaged by cross-linking agents, UV irradiation, alkylating agents, etc. Once damaged, RecA, a LexA protease, senses that damaged DNA and becomes activated by removing its repressor. Once the LexA dimer repressor is removed, the expression of LexA operon is autoregulatory. In addition to being a LexA protease, the RecA protein also catalyzes a few novel DNA reactions such as annealing of single-stranded DNA and transfer of strands. The SOS system has enhanced DNA-repair capacity, including excision and post-replication repair, enhanced mutagenesis, prophage induction. The system can also inhibit cell division and cell respiration.

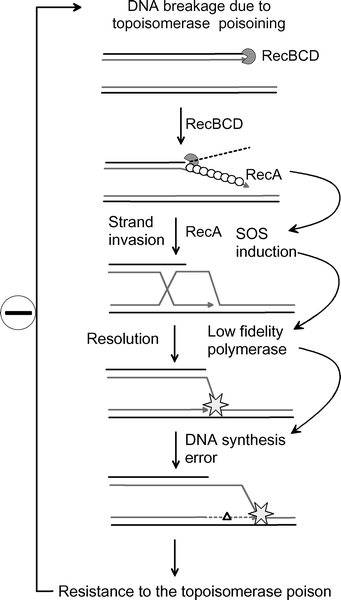
The SOS response has been proposed as a model for bacterial evolution of certain types of antibiotic resistance.

SOS反应（SOS response）也称应急反应，是对DNA损伤的整体反应，其中细胞周期被阻止，DNA修复和诱变被诱导。该系统涉及 RecA 蛋白（真核生物中的RAD51）。 RecA 蛋白受单链DNA刺激，参与SOS反应基因阻遏蛋白 (LexA) 的失活，从而诱导反应。它是一种容易出错的修复系统，对在广泛的物种中观察到的 DNA 变化有重大贡献。

### 详细机理
在正常生长过程中，SOS基因受到LexA抑制蛋白二聚体的抑制。在正常情况下，LexA与这些基因的操纵子区域20bp SOS box 结合。由于LexA 蛋白与SOS box 亲和性差异，其中一些SOS基因即使在被中也以一定水平表达。当出现过多的单链DNA在复制叉处时，SOS基因的表达随即被激活，复制叉处的DNA聚合酶解离，复制叉停止。

## 发现
由克罗地亚生物学家 Miroslav Radman 在1975年发现和命名，是指染色体DNA受到严重损伤时细胞做出的应激反应。在这种情况下，多种基因被诱导表达，其中1个拷贝的UmuC和2个拷贝的被截短的UmuD主要组成DNA聚合酶Ⅴ，后者可在DNA模板有切口的区域催化DNA复制。